# Strix
Strix é um gênero de corujas.

## Espécies
- S. albitarsis
- S. aluco
- S. butleri
- S. chacoensis
- S. davidi
- S. fulvescens
- S. hylophila
- S. huhula
- S. leptogrammica
- S. nebulosa
- S. nigrolineata
- S. nivicolum
- S. occidentalis
- S. ocellata
- S. rufipes
- S. sartorii
- S. seloputo
- S. uralensis
- S. varia
- S. virgata
- S. woodfordii